# Rhinobothryum bovallii
Rhinobothryum bovallii là một loài rắn trong họ Rắn nước. Loài này được Andersson mô tả khoa học đầu tiên năm 1916.